# Kielmeyera petiolaris
Kielmeyera petiolaris är en tvåhjärtbladig växtart som beskrevs av Carl Friedrich Philipp von Martius. Kielmeyera petiolaris ingår i släktet Kielmeyera och familjen Calophyllaceae. Utöver nominatformen finns också underarten K. p. cipoensis.

## Bildgalleri

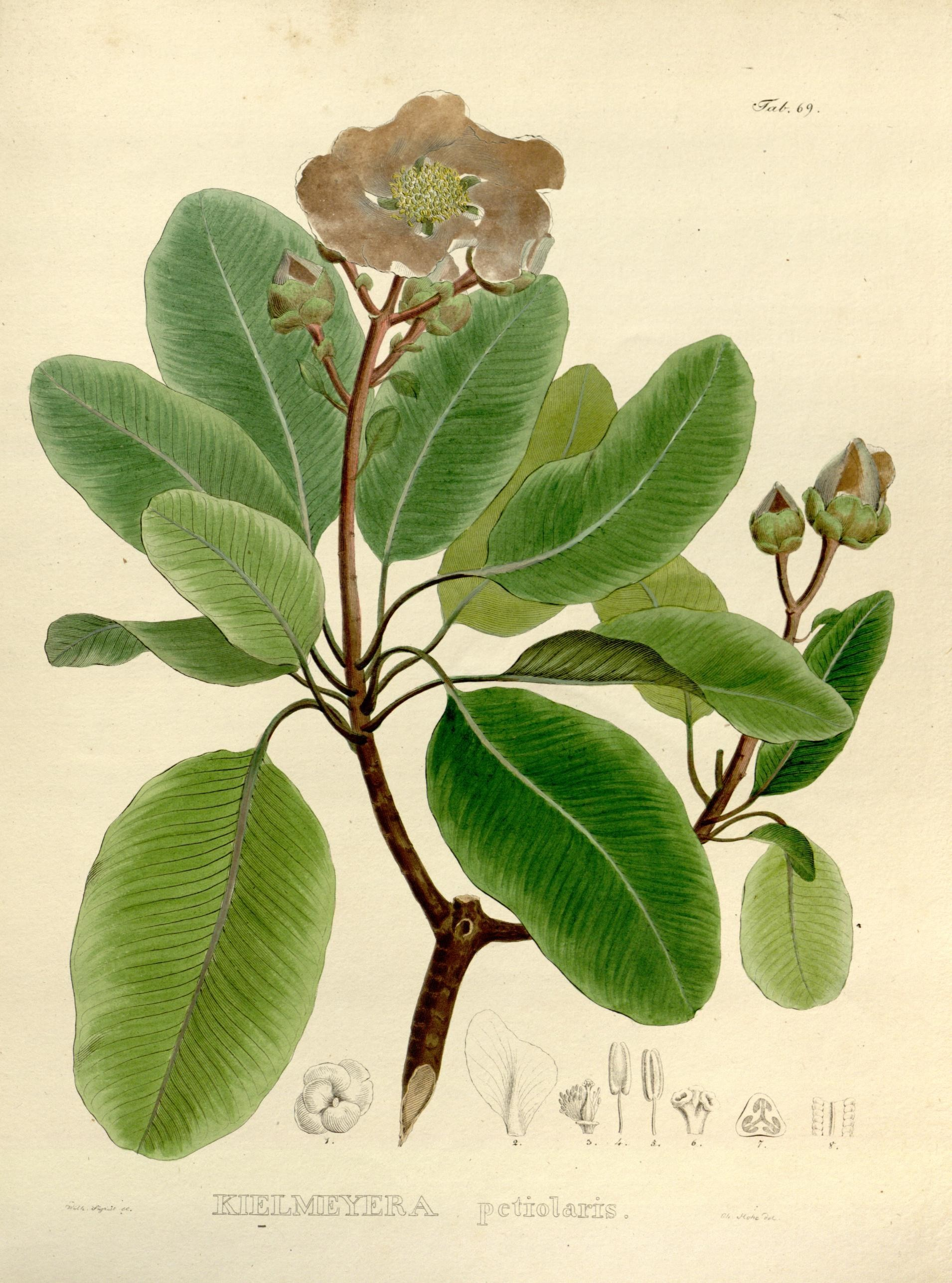